# Ryszard Kukliński
Pour les articles homonymes, voir Kuklinski.
Ne doit pas être confondu avec Richard Kuklinski.
Ryszard Jerzy Kukliński né le 13 juin 1930 à Varsovie, Pologne et mort le 11 février 2004 à Tampa (Floride), a été colonel de l'armée de la République populaire de Pologne et il est connu pour avoir passé des informations à la CIA sur les plans du Pacte de Varsovie en cas de conflit avec l'OTAN. A titre posthume, il fut promu général de brigade le 11 novembre 2016, par décret du président de la République polonaise.

## Biographie

### Origines et début de carrière
Après la guerre, en 1948, Kukliński s'engage dans l'armée polonaise devenue communiste depuis la prise du pouvoir par les communistes polonais après 1947. Il devint officier de l'état-major et travailla entre autres sur les plans d'invasion de la Tchécoslovaquie en 1968.
 Il considéra que la participation polonaise à l'agression de la Tchécoslovaquie revenait à trahir un allié dans le seul but de plaire à Moscou.
Il fut plus tard informé de la répression sanglante des émeutes de la Baltique de 1970, et fut profondément choqué qu'un État socialiste fasse tirer sur les ouvriers qu'il prétendait défendre. Connaissant la stratégie du Pacte de Varsovie, il savait qu'elle était offensive et non destinée à se protéger en cas d'attaque de l'OTAN. Il considéra qu'en cas de guerre, la Pologne serait sacrifiée par les Soviétiques et a donc choisi de lutter contre eux. 

### Décision d'espionner le Pacte de Varsovie
Kukliński décide d'agir contre le pouvoir communiste. À l'occasion de sorties en mer, en tant que marin passionné, il choisit pour son premier contact avec les États-Unis en 1972, le port de Wilhelmshaven en Allemagne de l'Ouest car c'est là que le 5 mai 1945, d'importantes forces allemandes se rendent à la 1re division blindée polonaise : il s'agissait donc du symbole de la victoire polonaise, cette fois sur Moscou, qu'il espérait remporter. Il adresse une lettre d'Allemagne occidentale de la ville où il se trouvait alors à l'ambassade des États-Unis à Bonn et propose alors ses services, en précisant qu'il ne sollicite aucune somme d'argent en contrepartie du travail qu'il propose de faire, soit transmettre aux autorités américaines tous les documents militaires ou politiques dont il aura connaissance qu'il estime importants et ce pour le salut de la Pologne, assujettie au joug soviétique depuis septembre 1944. Il souhaite que de tels renseignements soient transmis aux services de l'US Army
Kukliński travaillait alors au département de planification stratégique de l’état-major de l’armée polonaise. Selon son récit, il voulait préparer un complot contre l'URSS au sein de l'armée polonaise. La CIA lui déconseilla un tel plan, jugé irréaliste, et lui demanda plutôt d'espionner le Pacte de Varsovie. Entre 1972 et 1981, il fournit aux Américains plus de 35 000 pages des documents secrets concernant la Pologne et le pacte de Varsovie. Les documents concernaient entre autres les plans militaires du pacte de Varsovie en cas de guerre avec l'OTAN, ses procédures de mobilisation (permettant au renseignement américain de savoir quels étaient les signes d'alerte d'un conflit), l'emplacement précis des postes de commandement et des détails sur leurs caractéristiques constructives et leurs moyens de communication, les méthodes de camouflage antisatellite de l'Armée rouge et des informations sur deux cents systèmes d'armes. 
En octobre 1980, Kukliński fut affecté à un groupe restreint planifiant le rôle de l'armée polonaise en cas d'imposition de la loi martiale en Pologne contre le syndicat Solidarność. Il aurait pu refuser cette mission mais choisit d'accepter dans l'espoir d'atténuer la répression et surtout de pouvoir informer Washington de manière précise de l'évolution de la situation et des réactions polonaises et soviétiques. Il put ainsi fournir à Washington un éclairage détaillé sur la crise polonaise, et notamment faire savoir qu'une invasion de la Pologne par les forces du pacte de Varsovie était envisagée en décembre 1980 et que les forces polonaises ne disposaient d'aucun plan de défense contre une telle attaque. 
En 1981, il apprend que les Soviétiques savent qu'il y a un espion en activité au sein des forces polonaises. Menacé d'être découvert, il se maintient aussi longtemps que possible en activité mais alors que l'étau se resserre, il est exfiltré de Pologne avec sa famille en décembre 1981 par la CIA, quelques jours avant la proclamation de la loi martiale par le général Jaruzelski.
Après 1996, les villes de Gdańsk et Cracovie lui ont attribué le titre de citoyen d'honneur. Vivant toujours aux États-Unis, il est retourné en Pologne une seule fois en 1998, pour une durée de moins d'un mois. À cette époque, le gouvernement polonais n'est guère favorable à sa venue et la sécurité du déplacement en Pologne est de facto assurée par du personnel de la CIA et du FBI. À son retour en Pologne, en avril 1998, il a notamment expliqué ses actions, alors que certains Polonais contestaient toujours à cette époque les actes faits au profit des Américains entre 1972 et 1981 et le considéraient toujours comme un espion au service de la CIA.
Pour ses services exceptionnels qu'il a rendus pour les États-Unis, la CIA lui décerne la Distinguished Intelligence Medal. Il est le premier étranger à recevoir cette médaille attribuée aux meilleurs agents de la CIA, en raison de leurs activités opérationnelles dans des pays étrangers, au péril de leur vie.
Sur ses actions contre le Pacte de Varsovie et contre l'Union Soviétique, Kukliński a écrit : « J'ai une foi sans bornes en la justesse de ce que je fais ».
Ses restes sont ensuite transférés en Pologne, à Varsovie, au sein du cimetière militaire Powazky. Il repose aux côtés de son fils Waldemar. 
Les autorités polonaises lui avaient rendus auparavant les honneurs militaires en tant que colonel de l'armée polonaise le 19 juin 2004, après notamment une cérémonie religieuse qui s'est tenue à Varsovie. 

### Postérité
Son second fils, Bogdan, est également disparu, après avoir embarqué le 31 décembre 1993, sur un yacht, sur une mer calme, dans des circonstances non élucidées. La concomitance de la mort des deux fils nourrit les spéculations, notamment une possible vengeance des Soviétiques à l'égard du colonel Ryszard Kukliński, qui auraient ainsi éliminé physiquement la descendance de cet officier supérieur d'état-major, considéré comme un traître à l'Union Soviétique.
Dès 2004, le groupe politique polonais Centrum, avec à sa tête Zbigniew Religa, demande au Président de la République polonaise, que le colonel Ryszard Kukliński soit promu à titre posthume au grade de général. Cette demande n'est appuyée par aucun des autres groupes de la Diète polonaise. 
Le 11 novembre 2016, à l'occasion du 98e anniversaire de la République polonaise restaurée, il est nommé général de brigade à titre posthume par le président polonais Andrzej Duda.

### Filmographie
- Jack Strong, film polonais de Władysław Pasikowski sorti en 2014.

### Émission de radio
- Stéphanie Duncan, « Ryszard Kuklinski, officier polonais et agent double pour la CIA » [audio], sur Espions, une histoire vraie, France Inter, Radio France, 13 juillet 2024